# Estados Generales de los Países Bajos
Los Estados Generales son el poder legislativo bicameral de los Países Bajos. Están divididos en dos cámaras:
- Senado de los Estados Generales (Eerste Kamer der Staten-Generaal) es la cámara alta.
- Cámara de Representantes de los Estados Generales (Tweede Kamer der Staten-Generaal) es la cámara baja.

## Historia
Los Estados Generales eran una asamblea de representantes de los tres estados (nobleza, clero y burguesía) de las diecisiete provincias neerlandesas, convocada por los duques borgoñones cuando necesitaban recaudar fondos.
La primera asamblea de los Estados Generales tuvo lugar el 9 de enero de 1464 en el Condado de Flandes, concretamente en Brujas. Más adelante, en los siglos XV y XVI, Bruselas (Ducado de Brabante) se convirtió en la sede fija de los Estados Generales. Las reuniones de los Estados Generales solían ser aprovechadas para exigir nuevas libertades, razón por la cual los gobernantes de los Países Bajos (que entonces incluían la actual Bélgica) preferían evitarlos, dirigiéndose a los Estados de cada provincia por separado.
En 1581, durante la guerra de los Ochenta Años, y con la Unión de Utrecht y el Acta de abjuración, los Estados Generales proclaman el fin del reinado de Felipe II en los Países Bajos. Cuando Bruselas volvió a caer en manos del rey, los Estados Generales se desplazaron a Amberes y más tarde a La Haya. Mauricio de Orange y Johan van Oldenbarnevelt renunciaron en 1587 a seguir buscando un soberano para las provincias rebeldes, y se decidió que el poder político recayese en los Estados Generales. Este fue, de hecho, el nacimiento de la República de los Siete Países Bajos Unidos.
A partir de la independencia de la República, los Estados Generales formaron de hecho un Gobierno confederal en el que se dilucidaban asuntos que eran de interés para todas las provincias. Su papel era análogo al del actual Consejo de Europa, en el que todos los Estados miembros tienen un voto único. Los Estados Generales ejercían el poder también sobre las Tierras de la Generalidad y controlaban la Compañía de las Indias Orientales y la Compañía de las Indias Occidentales.
En los Países Bajos Españoles (que tras la Paz de Utrecht en 1713 pasaron a ser dominio de la rama austriaca de los Habsburgo), los Estados Generales siguieron existiendo en su antiguo papel de asamblea representativa ante el rey (y más adelante ante el emperador), hasta que también estos se independizaron del poder imperial en 1790.
Los modernos Estados Generales de los Países Bajos son el equivalente de las Cortes Generales en España, es decir, el poder legislativo al completo, formado por el conjunto de las dos cámaras.

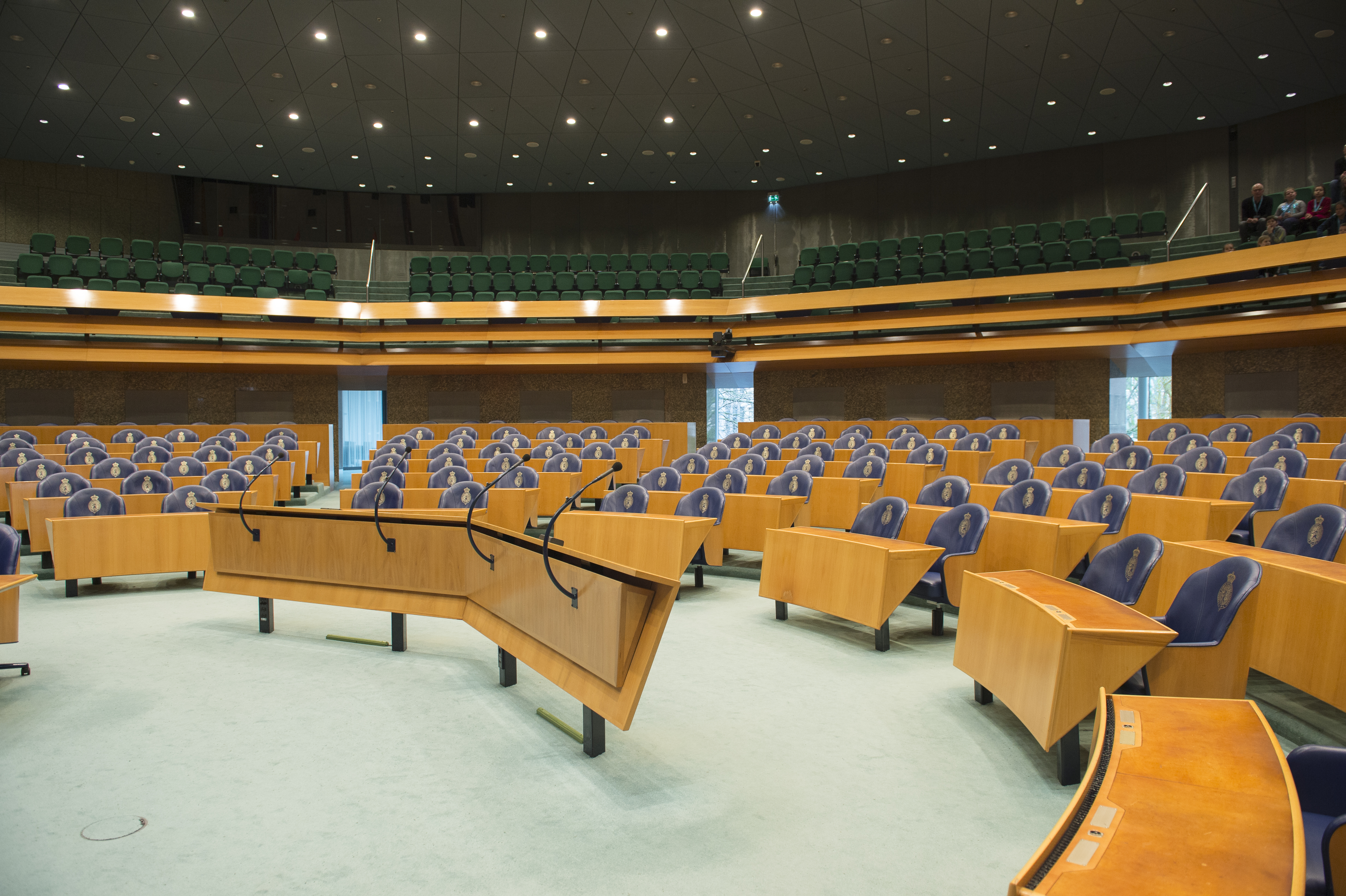
Parlamento neerlandés, Cámara de Representantes de los Estados Generales, La Haya, Países Bajos

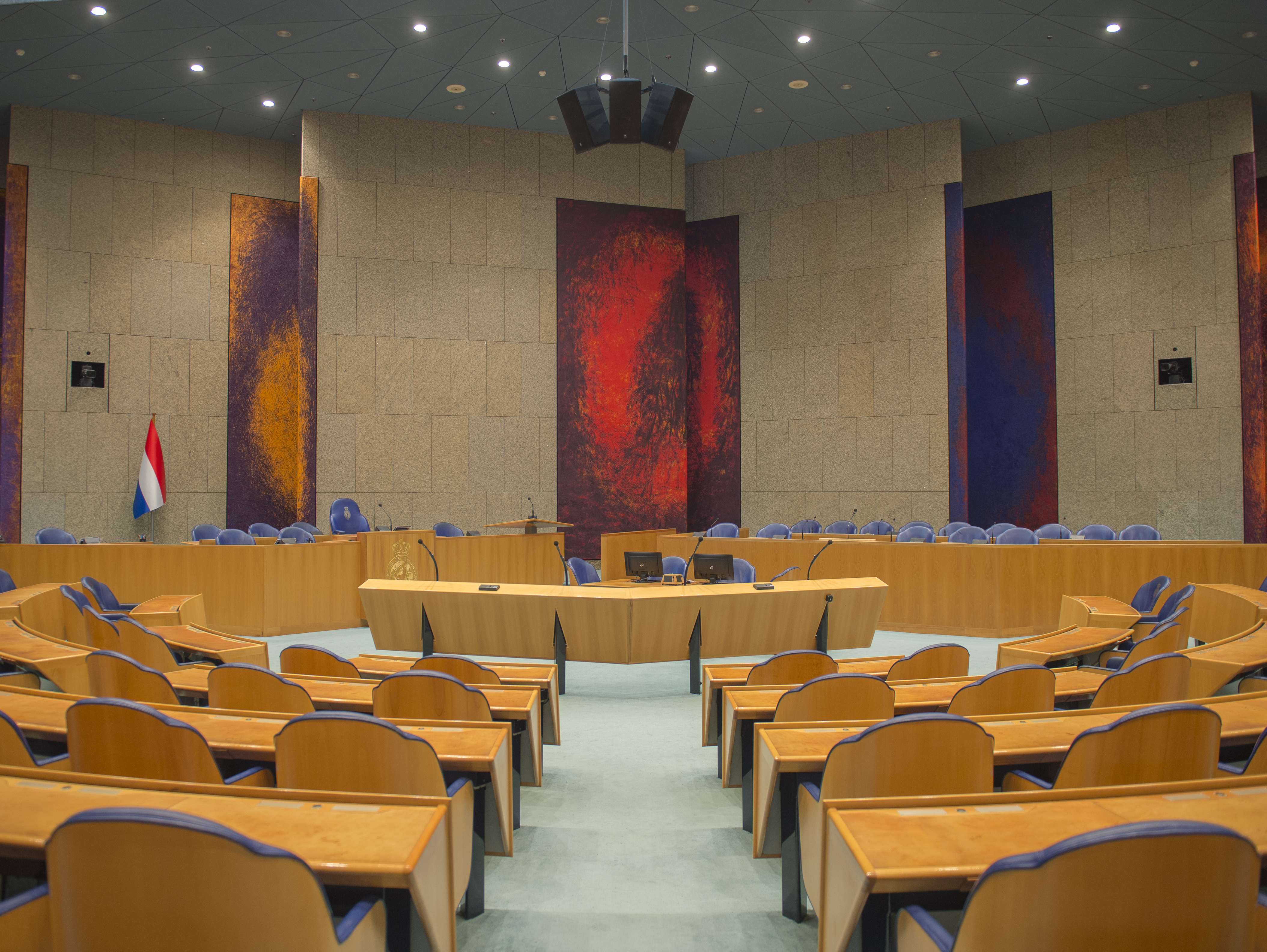
Parlamento neerlandés, Cámara de Representantes de los Estados Generales, La Haya, Países Bajos